# Ontario (Rebsorte)
Ontario ist eine im Jahr 1908 neu gezüchtete Weißweinsorte. Sie ist eine Kreuzung zwischen den Rebsorten Winchell und Diamond. Es handelt sich dabei um eine überaus komplexe Züchtung, in der Gene der Wildreben Vitis labrusca und Vitis vinifera vorhanden sind. Entwickelt wurde die Neuzüchtung an der Cornell University in Geneva (dem  New York State Agricultural Experiment Station, Department of Pomology and Viticulture, also das Rebenzüchtungs-Institut im Bundesstaat New York).
Ontario wird im kühlen Klima der nördlichen Bundesstaaten der Vereinigten Staaten sowie in Kanada als Tafeltraube verwendet. Seltener wird der Saft der Beeren zu Wein verarbeitet. Ontario wurde aufgrund ihrer Winterhärte sowie ihrer Anbauqualität zwecks weiterer Entwicklungen von Neuzüchtungen verwendet (Cayuga White über den Elternanteil Schuyler, Himrod…)
Synonym: die Zuchtstammnummer NY 95 oder New York 95.